# Râul Nadăș, Mureș
Râul Nadăș este un curs de apă, afluent al râului Mureș. 